# الجدول الزمني لحرب الخليج الثانية (ديسمبر 1990)
- 1 ديسمبر
  - أكد المسئولون العسكريون أن الولايات المتحدة ستبدأ إرسال ما قد يصل إلى 300 طائره حربية أخرى إلى الخليج ليجتمع لها في المنطقة قوة مكونة من أكثر من ألف طائرة بحلول مطلع العام الجديد.
  - الباكستان تعلن إرسال 10 ألاف جندي إضافي إلى المملكة العربية السعودية للانضمام إلى القوة متعددة الجنسيات. وقالت انها تنظر امكانية إرسال فرقة مدرعة إلى الخليج.
  - وافق العراق على دعوة الرئيس الأمريكي جورج بوش إجراء مفاوضات بين الجانبين لتوصل إلى تسوية سلمية لأزمة الخليج قبل نهاية المهلة المحددة للعراق بـ 15 يناير، إلا أنه شك في أهداف الدعوة وقال ان بوش يريد أن يتخذ هذه المبادرة ذريعة لتغطية الخيار العسكري
  - بيان عراقي: فلسطين والأراضي العربية المحتلة الأخرى ستكون في مقدمة القضايا التي سيتناولها أي حوار
  - مسئول عراقي: يجب إلغاء الإنذار الذي أصدره مجلس الأمن للعراق.
  - نوزير الدفاع السوري يعلن أن سوريا على استعداد لارسال خمسمائة ألف جندي للدفاع عن دول الخليج ضد أي هجوم عراقي محتمل بعد الغزو العراقي للكويت.
- 2 ديسمبر
  - تعهد جيمس بيكر وزير الخارجية الأمريكي بعدم التفاوض مع العراق إلا أنه قال ان بلاده لن تشن هجوما عليه إذا التزم بقرارات مجلس الأمن بشأن غزوه للكويت.
  - مسئول أمريكي: الحوار المقترح مع العراق لا يعنى التفاوض أو محاولة لابرام صفقة
  - بحث الرئيس الأمريكي جورج بوش الخطوة التالية بشأن أزمة الخليج مع كبار مساعديه السياسيين والعسكريين.
  - الرئيس العراقي: فرص الحرب والسلام أصبحت متساوية بعد عرض بوش إجرء امحادثات مع العراق غير أنه شكك في أهداف الولايات المتحدة وقال ان الاقتراح «قد يكون ذريعة لشن هجوم على العراق».